# Vlak do Pusana
Vlak do Pusana (izviren korejski naslov: 부산행; Busanhaeng) je južnokorejski akcijski apokaliptični zombi triler iz leta 2016. Režiser filma je Yeon Sang-ho v njem pa igrajo Gong Yoo, Jung Yu-mi in Ma Dong-seok. Zgodba se dogaja na vlaku, ki pelje proti Pusanu med apokalipso zombijev, ki ogrozi varnost potnikov.
Film je bil premierno predvajan 13. maja na filmskem festivalu v Cannesu 2016. 7. avgusta je film podrl rekord in postal prvi korejski film leta 2016, ki si ga je ogledalo več kot 10 milijonov gledalcev.
Mesec kasneje je bil izdan animirani film Postaja v Seulu  (Seul Station), ki prikazuje dogodke pred Vlakom iz Pusana.

## Vsebina
Seok-woo je poslovnež, deloholik in ločen samski oče mlajše hčerke Soo-an. Za svoj rojstni dan ga hčerka prosi, če lahko obišče mamo v Pusanu. Seok-woo se najprej ne strinja, vendar si premisli, ko vidi posnetek nastopa Soo-an v šolo, kako citira pesem "Aloha ʻOe", katerega je on zamudil. Na poti do postaje srečata gasilce, reševalce in policijo, ki drvijo proti goreči stavbi. V Seoulu se vkrcata na vlak, na katerem so še močan delavec Sang-hwa in njegova noseča žena Seong-kyeong; srednješolska ekipa bejzbola; bogat a sebičen Yon-suk; starejši sestri In-gil in Jong-gil; ter prestrašen brezdomec, ki je bil priča napadu zombijev.
Na vlak se vkrca zmedena mlajša ženska, z ugriznino na nogi. Spremeni se v zombija in začne napadati potnike na vlaku, ter tako hitro razširi okužbo. Seok-woo prejme klic sodelavca, ki mu pove da se je po Koreji razširilo nasilje. Sang-hwa skuša zabarikadirati vrata na vlaku in hitro ugotovi, da okuženi ne znajo odpreti vrat. Seong-kyeong uporabi vodo in papir ter prekrije okna, kar zmede zombije, ki mislijo da ljudi tukaj ni. Po poročilih poročajo o izbruhih zombijev po vsej državi. Voznik pove, da se vlak ne bo ustavil v Cheonanu, vendar na postaji Daejeon, kjer bodo vsi potniki poslani v karanteno. Ko se vlak ustavi v Daejeonu, se potniki začnejo pomikati proti glavnemu izhodu, medtem pa se Seok-woo, Soo-an in brezdomec odpravijo drugam. Potniki hitro ugotovijo, da so vojaki in policija na postaji okuženi. V kaosu se skupina loči. Soo-an, Seong-kyeong, In-gil, in brezdomec zbežijo na vlak in se zaprejo na stranišče. Voznik zažene vlak in sporoči, da so namenjeni v Pusan, kjer naj bi uspešno vzpostavili karanteno. Seok-woo, Sang-hwa in Yong-guk se komaj vkrcajo na enega izmed vagonov, ko vlak že odpelje.
Ko ugotovijo, da so Soo-an, In-gil, Seong-kyeong in brezdomec ujeti v vagonu pred njimi, si Seok-woo, Sang-hwa in Yong-guk izborijo pot do tja mimo zombijev. Med potjo ugotovijo, da zombiji v temi ne zaznavajo neokuženih, in da reagirajo le na zvok. To izkoristijo in rešijo ostale, ter se napotijo do sprednjega vagona. Medtem Yon-suk prepriča ostale potnike, da zabarikadirajo vrata njihovega vagona preživelim, saj se bojijo, da so okuženi. Ker se ne morejo boriti proti tolikšnem številu zombijev, se Sang-hwa žrtvuje, ostali pa tako odprejo vrata sprednjega perona, kar ne uspe le In-gil. Yon-suk prepriča ostale, da so preživeli okuženi, zato jih izolirajo, pridruži pa se jim Yong-gukova punca Jin-hee. Jong-gil opazi svojo sestro v podobi zombija in zaradi jeze na Yon-suka, odpre vrata in tako jih napadejo zombiji.
Ko prispejo v Vzhodni Daegu, morajo preživeli poiskati nov vlak, saj je prehod onemogočen zaradi ovir. Zaradi tega se Seok-woo, Seong-kyeong, Soo-an in brezdomec ločijo od Yong-guka in Jin-hee. Medtem iz vlaka pobegne tudi Yon-suk, ki se je med napadom skril na stranišče v vagonu. Ko vstopi na vlak, kjer se skrivata Yong-guk in Jin-hee, slednjo Yon-suk sune k zombijem. Yong-guk ostane pri Jin-hee dokler se ta ne preobrazi in ga ugrizne. Voznik vlaka zažene lokomotivo, vendar ga kmalu ubijejo zombiji. Brezdomec se medtem žrtvuje, da lahko Soo-an, Seong-kyeong in Seok-woo pobegnejo. Ko se vkrcajo na lokomotivo, tam srečajo okuženega Yon-suka, ki napade Seok-wooja in ga ugrizne v roko, preden ga ta uspe vreči iz vlaka. Seok-woo nato Seong-kyeong razloži, kako se upravlja z vlakom in se poslovi od hčerke. Ko se začne spreminjati v zombija, se spominja rojstva svoje hčerke in se vrže pod vlak.
Blizu Pusana sta Seong-kyeong in Soo-ann prisiljeni izstopiti iz vlaka in nadaljevati peš skozi predor. Na drugi strani se nahajajo vojaki, ki varujejo območje pred okuženimi. Ker ne morejo razločiti ali sta Seong-kyeong in Soo-an okuženi ali ne, jim je ukazano, da obe ustrelijo. Preden sprožijo puške, zaslišijo Soo-ann kako v solzah poje "Aloha 'Oe". Ko ugotovijo, da sta neokuženi, jima pošljejo pomoč.

## Igralci
- Gong Yoo kot Seok-woo, poslovnež obseden s svojim delom
- Jung Yu-mi kot Seong-kyeong, Sang-hwajeva noseča žena
- Kim Su-an kot Su-an, Seok-woojeva mlajša hči, ki želi v Pusan obiskati svojo mamo
- Ma Dong-seok kot Sang-hwa, močan moški, ki je poklicni rokoborec
- Choi Woo-shik kot Yong-guk, mlad igralec bejzbola
- Ahn So-hee kot Jin-hee, Yong-gukova dobra prijateljica
- Kim Eui-sung kot Yon-suk, bogataš
- Choi Gwi-hwa kot brezdomec
- Jung Suk-yong kot vodja vlaka
- Ye Soo-jung kot In-gil
- Park Myung-sin kot Jong-gil
- Jang Hyuk-jin kot Ki-chul
- Kim Chang-hwan kot Kim Jin-mo
- Shim Eun-kyung kot dekle med begom